# Джинголд, Гермиона
Гермиона Джинголд (англ. Hermione Gingold; 9 декабря 1897, Лондон — 24 мая 1987, Нью-Йорк, Нью-Йорк) — британская актриса.

## Биография
Гермиона Фердинанда Джинголд родилась 9 декабря 1897 года в Лондоне в семье еврейского финансиста из Вены Джеймса Джинголда и его жены, домохозяйки Кейт Уолтер. Её дед Моритц Джинголд, турок по рождению, был лондонским брокером, женившимся на австрийке Гермионе, в честь которой Джинголд и получила имя. Её родственником по отцовской линии был австрийский музыкальный деятель Соломон Зульцер. В детстве Гермиона Джинголд была очень дружна с будущим драматургом Ноэлом Кауардом, но их общению в итоге воспрепятствовала мать Джинголд, и они перестали общаться.
Её актёрский дебют состоялся на театральной сцене в 1908 году, когда она появилась в пьесе «Мизинец и феи» с Эллен Терри в главной роли. В последующие годы она много играла в шекспировских пьесах, в том числе в «Венецианском купце» (Олд Вик, 1914) и в «Троиле и Крессиде». В 1930-х годах актриса стала популярна благодаря своим многочисленным и разнообразным появлениям в музыкальных ревю.
В 1918 году Джинголд вышла замуж за британского издателя Майкла Джозефа, от которого родила двух сыновей. В 1926 году, после развода, она вновь вышла замуж, за писателя Эрика Машвитца, с которым прожила вместе до 1945 года.
В 1951 году Гермиона Джинголд перебралась в США, где первое время выступала в театрах со своими лондонскими ревю. В декабре 1953 года она появилась в музыкальной постановке «Альманах Джона Мюрея Андерсона», который мгновенно сделал её знаменитой на Бродвее и за который в 1954 году она получила театральную премию «Дональдсон».
На киноэкранах Джинголд начала появляться ещё на родине в 1930-х годах, но успеха в этом направлении добилась в США. Наиболее известной в кино стала её роль заботливой бабушки Жижи — мадам Альварес в музыкальном фильме «Жижи» в 1958 году, где она вместе с Морисом Шевалье исполнила песню «I Remember it Well». Эта роль принесла актрисе премию «Золотой глобус» как лучшей женской исполнительнице второго плана.
В США актриса также появилась в фильмах «Вокруг света за 80 дней» (1956), «Колокол, книга и свеча» (1958), «Музыкант» (1962), «Пообещай ей что-нибудь» (1965), а в 1962 году приняла участие в озвучивании мультфильма «Мурлыка». В 1973 году она вновь выступила на Бродвее в мюзикле «Маленькая серенада», а спустя четыре года появилась и в его одноимённой экранизации.
В 1977 году Джинголд вместе с Карлом Бёмов стала обладательницей премии «Грэмми» за лучший музыкальный альбом для детей, основанный на симфонических сказках Сергея Прокофьева.
В 1987 году актриса принимала участие в качестве рассказчицы в гастрольной программе шоу «Бок о бок с Сондхеймом» и во время одного из переездов споткнулась и упала на железнодорожной станции. Из-за этой травмы Гермиона Джинголд оказалась прикована к постели и 24 мая того же года скончалась в результате развившейся у неё пневмонии и проблем с сердцем.

## Награды
- Золотой глобус 1959 — «Лучшая актриса второго плана» («Жижи»)